# Conrad Hal Waddington
Pour les articles homonymes, voir Waddington.
Conrad Hal Waddington, né le 8 novembre 1905 à Evesham, Worcestershire et mort le 26 septembre 1975 à Édimbourg, est un biologiste du développement, paléontologue et généticien britannique. 
Connu comme expérimentateur et théoricien, il est le fondateur de l'épigénétique en réunissant l'embryologie et la génétique, dans le cadre de l'évolution biologique.

## Biographie

### Origine et formation
Il est issu d'une famille de planteurs de thé aux Indes, son milieu religieux est celui des Quakers. Il passe son enfance et sa jeunesse en Angleterre.
Il fait ses études secondaires à Clifton College, puis au Sidney Sussex College de Cambridge pour des études de géologie, paléontologie et philosophie. Il en sort diplômé en 1927. 
Les maîtres qui l'ont plus influencé sont l'embryologiste William Bateson (1861-1926) théoricien de l'évolution et inventeur du terme genetics, et Alfred North Whitehead (1861-1921) philosophe et mathématicien. 

### Carrière
Il enseigne l'embryologie à Cambridge de 1933 à 1945. Après la guerre, il est nommé professeur de génétique animale à l'université d'Édimbourg. Il est membre de la Société Royale de Londres depuis 1947.

### Rencontres et influences
À Cambridge, dans les années 1930 il se lie d'amitié avec Joseph Needham  (1900-1995) biologiste théoricien et historien de la pensée scientifique. Tous deux appartiennent au Theoretical Biology Club où se retrouvent des universitaires de toutes disciplines  sur une même problématique.
Après la seconde guerre mondiale, Waddington organise des rencontres de ce type, notamment avec le mathématicien René Thom (1923-2002) et le biologiste théoricien Lewis Wolpert (1929-2021).
Waddington se présente lui-même comme « whiteheadien », c'est-à-dire influencé par la philosophie de Whitehead selon laquelle la plus haute activité intellectuelle est la production d'un schème. La raison spéculative par effort d'imagination produit un schème susceptible de se confronter à l'observation et à l'expérience.

## Travaux
Conrad Hal Waddington s’est intéressé aux fondements des systèmes biologiques et au rôle de l’épigénèse dans l’évolution. Il est l'un des rares, avant l'émergence de la biologie évolutive du développement dans les années 1970, à avoir soutenu à la fois la théorie synthétique de l'évolution (ou «synthèse moderne», darwiniste) et la biologie évolutive.

### Contexte scientifique
Dans la première moitié du XXe siècle, deux écoles dominent dans le domaine de l'hérédité et de l'embryologie : 
- Les travaux de l'américain Thomas Hunt Morgan (1866-1945) sur la génétique de la drosophile, avec le développement des  concepts de gène, de locus chromosomique et de mutation ;
- les travaux de l'allemand Hans Spemann (1869-1941) sur l'embryologie expérimentale des amphibiens, avec les concepts d'induction, d'organisateur et  « d'auto-différenciation ».

Waddington pose clairement le problème de réunir ces deux approches en une théorie du développement embryonnaire : quel est le réseau causal immédiat qui sous-tend la différenciation embryonnaire à un moment particulier du temps?

### Embryologie
En embryologie expérimentale, Waddington utilise les techniques de Spemann pour les appliquer à des embryons d'oiseaux. Au concept « d'auto-différenciation » de Spemann, il préfère le terme de « compétence » car il faut postuler un moment d'équilibre instable où un tissu va se différencier. Waddington admet qu'il ne sait rien de l'origine de cette « compétence », sinon qu'il s'agit d'un branching point, d'un point d'embranchement entre des alternatives de développement.
Waddington cherche à distinguer deux propriétés majeures du concept d'organisateur de Spelmann:
- l'induction (changement de destin) par évocation (la compétence réagit à des stimuli) ;
- l'individuation (production d'un modèle selon un axe incluant les cellules de cet axe et ses voisines).

Dans les années 1930, Waddington et ses collègues suggèrent que l'induction dépend de substances chimiques inductrices, mais sans parvenir à le démontrer (ce qui ne sera fait qu'à partir des années 1960).

### Génétique

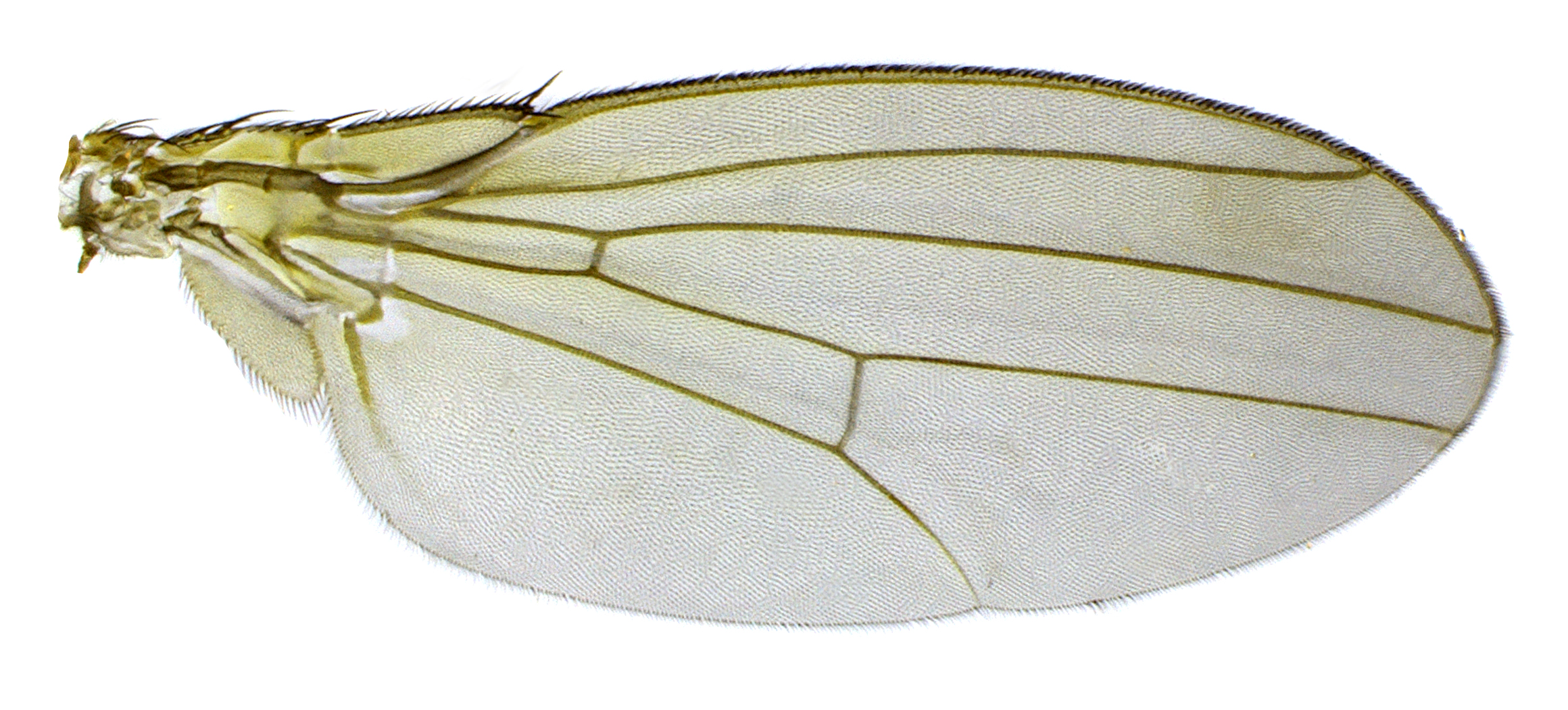
Aile de Drosophila suzukii femelle. La structure en nervures, avec ou sans taches, permet de distinguer l'espèce, le sexe, et d'éventuelles mutations.

Au tournant des années 1930-1940, Waddington publie des recherches en génétique, notamment sur le développement de l'aile de drosophile, où il montre que 38 gènes contrôlent le phénotype de l'aile (structurée en nervures). Une mutation de gène entraine une déformation de structure à un stade très précoce.   
Ces déformations forment un modèle ou un champ (spatial et temporel) où toutes les parties sont reliées entre elles par un système d'embranchements contrôlés par des gènes. Les parties de l'aile ne sont pas des unités autonomes qui s'organisent, mais un seul champ où toutes les parties ont le même potentiel évolutif mais qui se restreint au cours du temps. 
Pour Waddington, l'action des gènes et le développement embryologique précoce suivent un même processus dynamique qu'il appelle épigénétique, dérivé du grec epigenesis ou épigénèse selon Aristote (développement de l'embryon du simple au complexe par interactions de causalité entre des parties). Si les facteurs génétiques sont les déterminants les plus importants, ils peuvent se manifester différemment selon l'environnement ou les conditions extérieures.

### «Paysage épigénétique»
Son concept de « paysage épigénétique » (Organisers and genes, 1940) constitue une image sur la régulation génétique du développement. À travers de nombreux ouvrages, Waddington a surtout souligné que le processus évolutif mettait principalement en jeu des mutations affectant le développement.

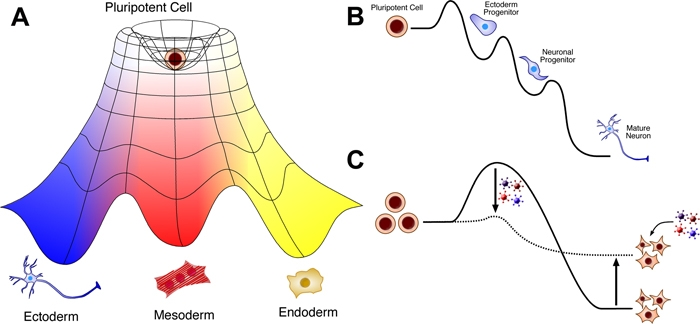
paysage épigénétique : au sommet d'une montagne-cône les cellules indifférenciées empruntent différentes trajectoires (descentes de vallées) vers un état différencié.

Il en donne un premier aperçu en 1932, en proposant un scheme selon lequel la différenciation cellulaire peut se comparer à « une boule poussée par un ensemble de forces le long d'une surface plane selon une suite de cônes ». Cette intuition est à l'origine des interprétations mathématiques (topologie) de la morphogenèse. 
En 1940, il conçoit le système des voies de développement (path) comme un paysage imaginaire : « un système de vallées qui divergent sur un plan incliné jusqu'à atteindre des points de destination ». Le développement embryonnaire est une série de boules qui roulent sur ce plan incliné, empruntant l'une ou l'autre de ces voies, jusqu'à ce que toutes atteignent leur point définitif. C'est en quelque sorte un jeu de Bagatelle où chaque bille a le potentiel d'atteindre n'importe quel trou, mais où tous les trous finissent par être occupés.
En se référant à la capacité d’un organisme à produire un même phénotype en dépit des variations du génotype ou de l’environnement (ce que ne prenait guère en compte la synthèse moderne), Waddington a imaginé le concept de canalisation et d’assimilation génétique, . 
La canalisation illustre le fait que le développement est à la fois modifiable et résistant à la modification. L’assimilation génétique est une conséquence de la canalisation, elle consiste en l’assimilation d’une réponse directement dans le génome à un stress environnemental. Bien que se définissant comme darwinien, il montre ainsi que l’hypothèse de Lamarck sur le principe de l’hérédité des caractères acquis peut intervenir en biologie du développement puisqu’un stress environnemental peut induire une réponse du répertoire développemental d’un organisme.

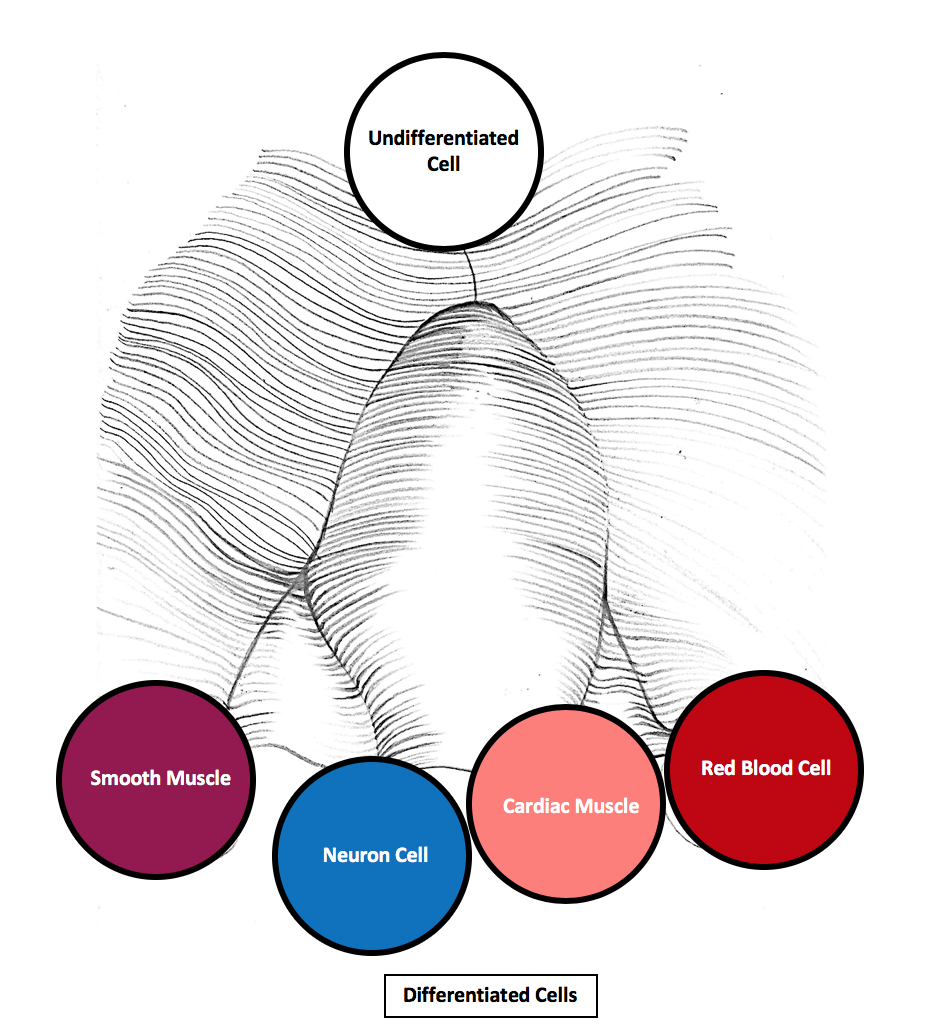
Autre image de paysage épigénétique : une pente descendante avec des points de bifurcation, comme avec des billes dans un jeu de bagatelle.

Ses théories, plutôt iconoclastes à l'époque, lui valurent un certain nombre d'attaques, entre autres de la part d'Ernst Mayr et de Theodosius Dobzhansky, qui l'accusaient de lamarckisme.

Malgré ce, Waddington reste un darwinien car il conçoit l'assimilation génétique comme une forme de sélection dite stabilisatrice :
Il dépend de la tendance de la sélection, non seulement d'augmenter la fréquence de tout caractère favorable, mais encore de stabiliser son développement.
 Waddington est attentif à suggérer ou définir de nouveaux concepts. En 1957, il réunit toutes ses notions en une seule expression qu'il nomme « chréode », à partir des racines grecques χρή nécessité et όδός voie. Ce concept se réfère à une topologie (espace tridimensionnel et temporel) et une biochimie (axes de concentrations de substances). 

De même en 1975, il propose le terme d'homéorhésie :
« On emploie le mot homéorhésie pour indiquer la stabilisation, non pas d'une constante, mais d'une voie de changement particulière au cours du temps. Si un événement vient modifier le système homéorhétique, les mécanismes de contrôle ne le remettent pas au point où la modification est apparue, mais à celui qu'il aurait atteint peu après. »

## Publications
- Organisers & genes, Cambridge, Cambridge University Press, 1940.
- How animals develop, London  George Allen & Unwin Ltd, 1946.
- The Scientific Attitude, Pelican Books, 1948.
- Principles of Embryology, London  George Allen & Unwin, 1956.
- The Strategy of the Genes, London  George Allen & Unwin, 1957
- Biological organisation cellular and subcellular : proceedings of a Symposium, London, Pergamon Press, 1959.
- The human evolutionary system, In: Michael Banton (Ed.), Darwinism and the Study of Society, London, Tavistock, 1961.
- Principles of development and differentiation, New York, Macmillan Company, 1966.
- New patterns in genetics and development, New York, Columbia University Press, 1966.
- Towards a Theoretical Biology, 4 vols, Edinburgh, Edinburgh University Press, 1968-1972
- The Evolution of an Evolutionist, Edinburgh, Edinburgh University Press, 1975

## Distinctions
- Commandeur de l'ordre de l'Empire britannique